# Äuesow-Theater

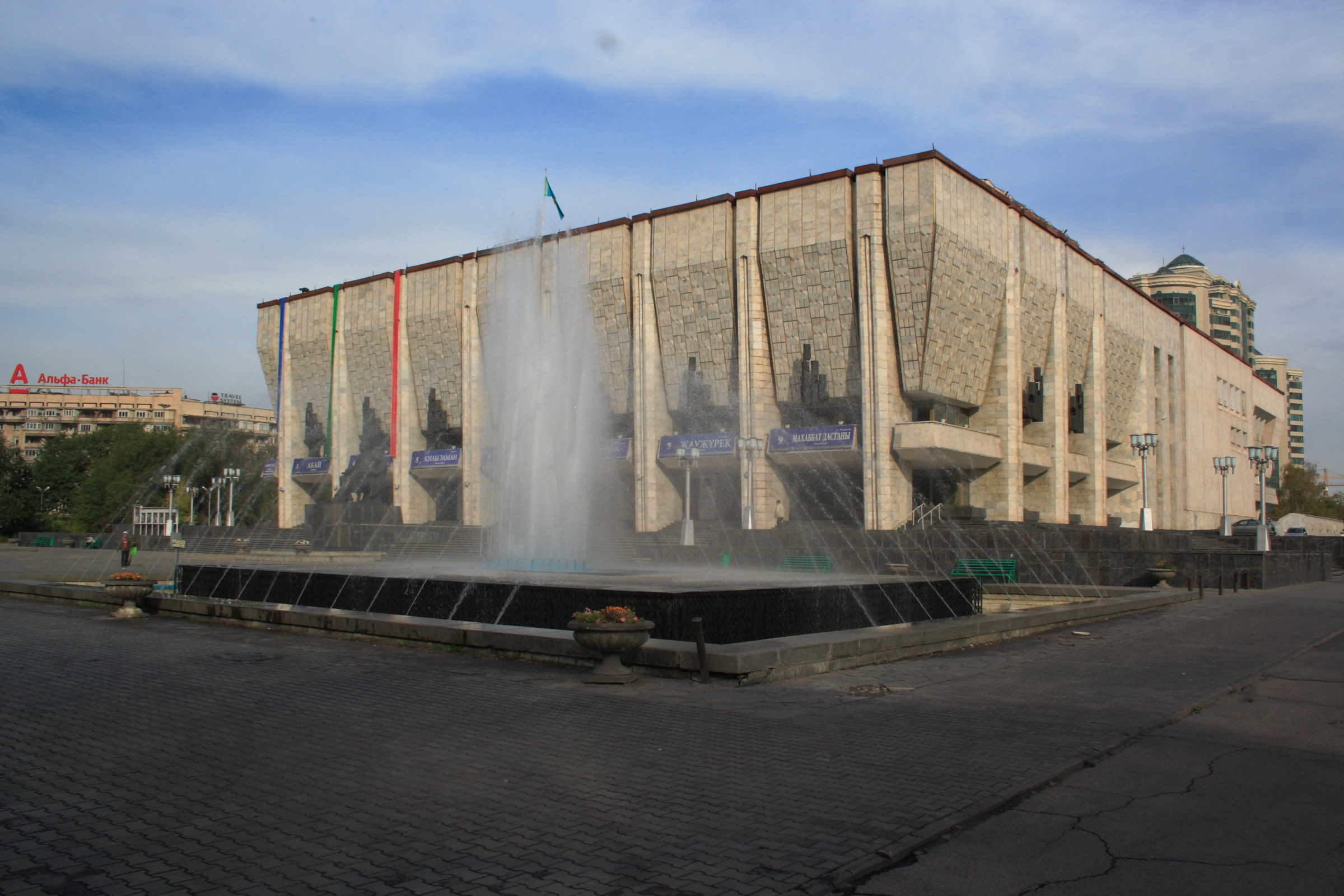
Das Äuesow-Theater

Das Staatliche Kasachische Akademische Äuesow-Dramatheater (kasachisch Мұхтар Әуезов атындағы Қазақ мемлекеттік академиялық драма театры; russisch Казахский государственный академический театр драмы им. М.О. Ауэзова) ist ein Theater in der kasachischen Stadt Almaty. Benannt ist es nach dem kasachischen Schriftsteller Muchtar Äuesow.

## Geschichte
Gegründet wurde das Theater 1926 im kasachischen Ksyl-Orda. Die erste Aufführung im Äuesow-Theater fand am 13. Januar 1926 mit dem Stück „Enlik-Kebek“ des kasachischen Schriftstellers Muchtar Äuesow statt. Mit der Verlegung der Hauptstadt nach Alma-Ata zog auch das Theater dorthin um. In den 1920er und 1930er Jahren trugen viele Persönlichkeiten zur Entwicklung des Theaters bei, darunter auch Smaghul Säduaqassow, Volkskommissar für Bildung der Kasachischen ASSR.
Im Jahr 1937 wurde das Theater mit einem Ehrentitel als ein akademisches Theater gewürdigt. Zum 20. Jahrestag der Gründung des Theaters bekam es im Jahr 1946 den sowjetischen Orden des Roten Banners der Arbeit verliehen. Am 10. August 1961 wurde das akademische Schauspielhaus auf Beschluss des Ministerrates der Kasachischen SSR nach dem berühmten Schriftsteller Muchtar Äuesow, der nur wenige Wochen zuvor gestorben war, benannt. 1976 bekam das Theater den Orden der Völkerfreundschaft verliehen. 1981 zog das Theater in ein neues Gebäude; in den Jahren von 1928 bis 1963 hatte das Theater gar keine eigenen Räumlichkeiten und danach war es in einem anderen Gebäude untergebracht.

## Gebäude
Das Äuesow-Theater ist seit 1981 im heutigen Gebäude untergebracht. Es befindet sich am Fluss Esentai im zentralen Stadtbezirk Almaly, gegenüber liegt der Zirkus Almaty. Für das Gebäude erhielten die drei Architekten 1982 den Staatspreis der Kasachischen SSR, gleichzeitig wurde es ins staatliche Register als Baudenkmal eingetragen. Vor dem Eingang befindet sich eine Statue von Muchtar Äuesow, die Fassaden sind mit Granit, Marmor und Muschelkalk verkleidet.